# Mazières
Mazières is een plaats en voormalige gemeente in het Franse departement Charente (regio Nouvelle-Aquitaine) en telt 100 inwoners (2009). De plaats maakt deel uit van het arrondissement Confolens. Mazières is op 1 januari 2019 gefuseerd met de gemeenten Genouillac, La Péruse, Roumazières-Loubert en Suris tot de gemeente Terres-de-Haute-Charente. 

## Geografie
De oppervlakte van Mazières bedraagt 5,9 km², de bevolkingsdichtheid is dus 16,9 inwoners per km².
De onderstaande kaart toont de ligging van Mazières met de belangrijkste infrastructuur en aangrenzende gemeenten.

## Demografie
Onderstaande figuur toont het verloop van het inwonertal (bron: INSEE-tellingen).